# Маруан I
Маруан I ибн ал-Хакам или Марван I (на арабски: مروان بن الحكم بن أبو العاص بن أمية‎) е ислямски водач, четвърти халиф на Омаядския халифат.
Той е братовчед на праведния халиф Усман Щедрия и на омеяда Муавия II. Марван става предводител на мюсюлманите след смъртта на последния, с което се овластява младшия омеядски клон – този на Марванидите.
Краткото управление на Марван се запомня с военните действия от продължаващата Втора фитна на мюсюлманите. Наследен е от сина си Абдул-Малик ибн Марван.